# Kabinett Lyndon B. Johnson
Lyndon B. Johnson wurde am 22. November 1963 als Präsident der Vereinigten Staaten vereidigt. Kurz zuvor war sein Vorgänger John F. Kennedy in Dallas erschossen worden. Johnson wurde 1964 mit einer der deutlichsten Mehrheiten in der Geschichte der USA im Amt bestätigt; nach diesem Wahlsieg konnte er mit Hubert H. Humphrey auch einen neuen Vizepräsidenten berufen.

Von den Ministern, die Johnson ohne Ausnahme von John F. Kennedy übernahm, blieben Dean Rusk, Stewart Udall, Orville Freeman und W. Willard Wirtz bis 1969 im Kabinett. Unter Johnsons Präsidentschaft wurden das Bauministerium und das Verkehrsministerium geschaffen. Johnson ernannte 1966 den Afroamerikaner Robert C. Weaver zum US-Bauminister. Es war das erste Mal in der US-Geschichte, dass ein Afroamerikaner Minister wurde.

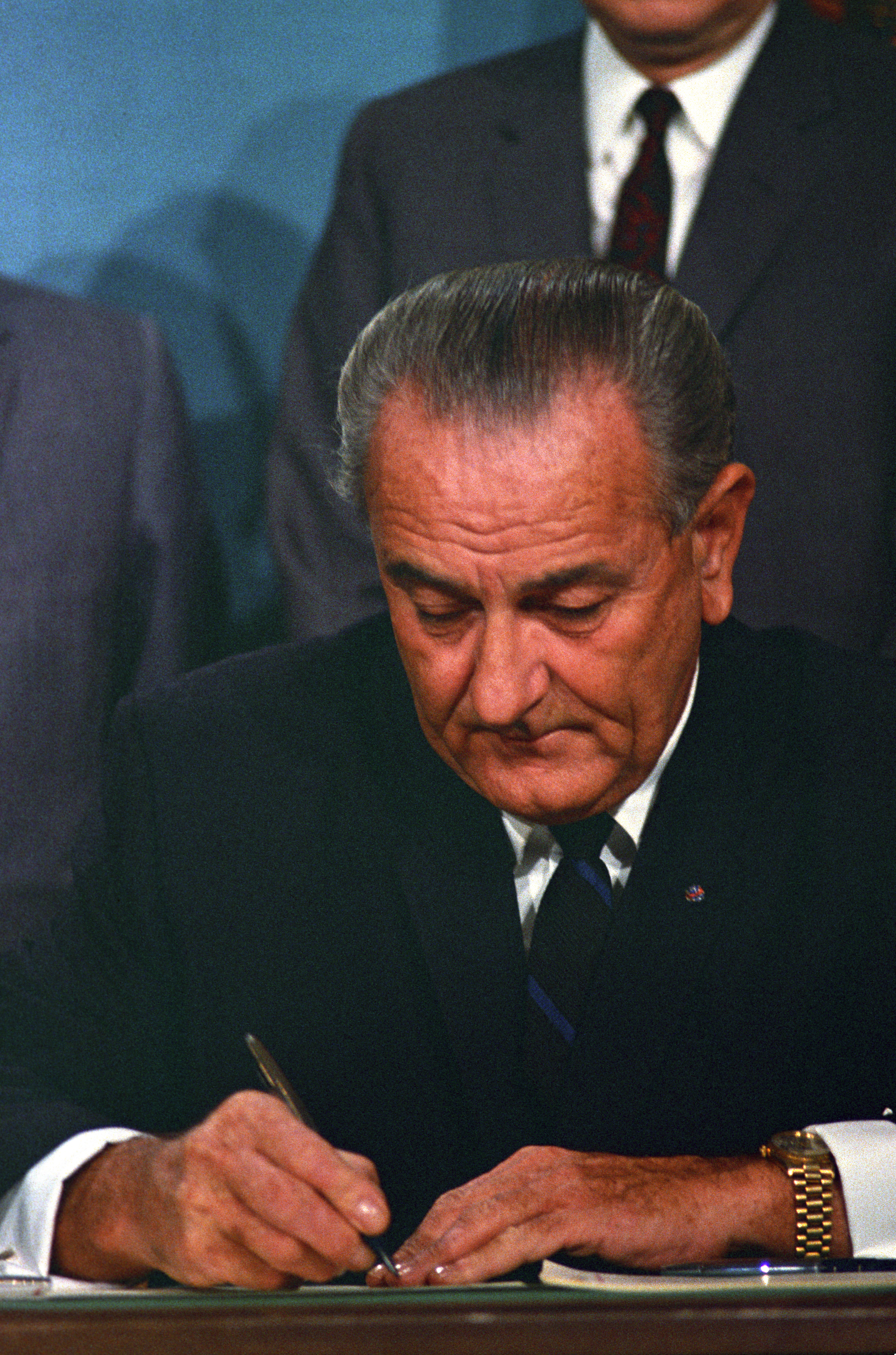
Lyndon B. Johnson, 36. Präsident der Vereinigten Staaten

## Mehrheit im Kongress
| Präsident                         | Präsident             | Kongress | Haus   | Haus    | Senat | Senat  | Gesamt | Gesamt             |
| --------------------------------- | --------------------- | -------- | ------ | ------- | ----- | ------ | ------ | ------------------ |
|                                   | Lyndon B. Johnson (D) | 88.      |        | 259/435 |       | 66/100 |        | Unified government |
| 89.                               | Lyndon B. Johnson (D) | 295/435  | 68/100 |         |       |        |        | Unified government |
| 90.                               | Lyndon B. Johnson (D) | 248/435  | 62/100 |         |       |        |        | Unified government |
| Quelle: Repräsentantenhaus, Senat |                       |          |        |         |       |        |        |                    |

## Das Kabinett
| Ressort / Amt                                                          | Amtsinhaber                      | Partei | Partei           | Zeitraum  | Bild |
| ---------------------------------------------------------------------- | -------------------------------- | ------ | ---------------- | --------- | ---- |
| Präsident der Vereinigten Staaten                                      | Lyndon Baines Johnson            |        | Demokrat (D)     | 1963–1969 |      |
| Vizepräsident der Vereinigten Staaten                                  | vakant                           |        |                  | 1963–1965 |      |
| Vizepräsident der Vereinigten Staaten                                  | Hubert Horatio Humphrey          |        | D                | 1965–1969 |      |
| Ministerämter                                                          |                                  |        |                  |           |      |
| Außenminister der Vereinigten Staaten                                  | David Dean Rusk                  |        | D                | 1963–1969 |      |
| Finanzminister der Vereinigten Staaten                                 | Clarence Douglas Dillon          |        | Republikaner (R) | 1963–1965 |      |
| Finanzminister der Vereinigten Staaten                                 | Henry Hammill Fowler             |        | D                | 1965–1968 |      |
| Finanzminister der Vereinigten Staaten                                 | Joseph Walker Barr               |        | D                | 1968–1969 |      |
| Verteidigungsminister der Vereinigten Staaten                          | Robert Strange McNamara          |        | R                | 1963–1968 |      |
| Verteidigungsminister der Vereinigten Staaten                          | Clark McAdams Clifford           |        | D                | 1968–1969 |      |
| Justizminister der Vereinigten Staaten                                 | Robert Francis Kennedy           |        | D                | 1963–1964 |      |
| Justizminister der Vereinigten Staaten                                 | Nicholas deBelleville Katzenbach |        | D                | 1965–1966 |      |
| Justizminister der Vereinigten Staaten                                 | William Ramsey Clark             |        | D                | 1967–1969 |      |
| Postminister der Vereinigten Staaten                                   | John Austin Gronouski            |        | D                | 1963–1965 |      |
| Postminister der Vereinigten Staaten                                   | Lawrence David O’Brien           |        | D                | 1965–1968 |      |
| Postminister der Vereinigten Staaten                                   | William Marvin Watson            |        | D                | 1968–1969 |      |
| Innenminister der Vereinigten Staaten                                  | Stewart Lee Udall                |        | D                | 1963–1969 |      |
| Landwirtschaftsminister der Vereinigten Staaten                        | Orville Lothrop Freeman          |        | D                | 1963–1969 |      |
| Handelsminister der Vereinigten Staaten                                | Luther Hartwell Hodges           |        | D                | 1963–1965 |      |
| Handelsminister der Vereinigten Staaten                                | John Thomas Connor               |        | D                | 1965–1967 |      |
| Handelsminister der Vereinigten Staaten                                | Alexander Buel Trowbridge        |        | D                | 1967–1968 |      |
| Handelsminister der Vereinigten Staaten                                | Cyrus Rowlett Smith              |        | D                | 1968–1969 |      |
| Arbeitsminister der Vereinigten Staaten                                | William Willard Wirtz            |        | D                | 1963–1969 |      |
| Gesundheits-, Bildungs- und Wohlfahrtsminister der Vereinigten Staaten | Anthony Joseph Celebrezze        |        | D                | 1963–1965 |      |
| Gesundheits-, Bildungs- und Wohlfahrtsminister der Vereinigten Staaten | John William Gardner             |        | R                | 1965–1968 |      |
| Gesundheits-, Bildungs- und Wohlfahrtsminister der Vereinigten Staaten | Wilbur Joseph Cohen              |        | D                | 1968–1969 |      |
| Bauminister der Vereinigten Staaten                                    | Robert Clifton Weaver            |        | D                | 1966–1968 |      |
| Bauminister der Vereinigten Staaten                                    | Robert Coldwell Wood             |        | D                | 1968–1969 |      |
| Verkehrsminister der Vereinigten Staaten                               | Alan Stephenson Boyd             |        | D                | 1967–1969 |      |
| Andere Mitglieder im Kabinettsrang                                     |                                  |        |                  |           |      |
| Stabschef des Weißen Hauses                                            | William Marvin Watson            |        | D                | 1963–1968 |      |
| Direktor des Office of Management and Budget                           | Kermit Gordon                    |        | D                | 1963–1965 |      |
| Direktor des Office of Management and Budget                           | Charles L. Schultze              |        | D                | 1965–1968 |      |
| Direktor des Office of Management and Budget                           | Charles Zwick                    |        | D                | 1968–1969 |      |